# Кроа (Север)
Кроа (фр. Croix) је насељено место у Француској у региону Север-Па д Кале, у департману Север.
По подацима из 2011. године у општини је живело 20.483 становника, а густина насељености је износила 4613,29 становника/km².

## Демографија
| 1962.  | 1968.  | 1975.  | 1982.  | 1990.  | 2011.  |
| ------ | ------ | ------ | ------ | ------ | ------ |
| 20.081 | 21.424 | 20.125 | 19.386 | 20.231 | 20.483 |